# リコーイメージング
リコーイメージング株式会社（英: RICOH IMAGING COMPANY, LTD.）は、日本の光学機器メーカー。リコーの完全子会社。

## 概要
2011年にHOYAがペンタックスのうちイメージング・システム事業（デジタルカメラ・双眼鏡等の光機部門）を分離し、7月29日にHOYAの100％持株子会社として新会社「ペンタックスイメージング株式会社」を設立。同年10月1日にこの新会社の株式をリコーが買い取り、事業譲渡をする。社名を「ペンタックスリコーイメージング株式会社」に変更するとともにリコーの完全子会社となった。
その後、2012年にRICOHおよびPENTAXの双方のブランドのカメラ事業が、ペンタックスリコーイメージング株式会社に集約する。2013年には、カメラ事業の集約に目途がついたため社名を「リコーイメージング株式会社」に変更した。これに伴い、現在では「PENTAX」と「RICOH」の両ブランドの製造、販売をリコーイメージングが行っている。

## 沿革
- 2011年

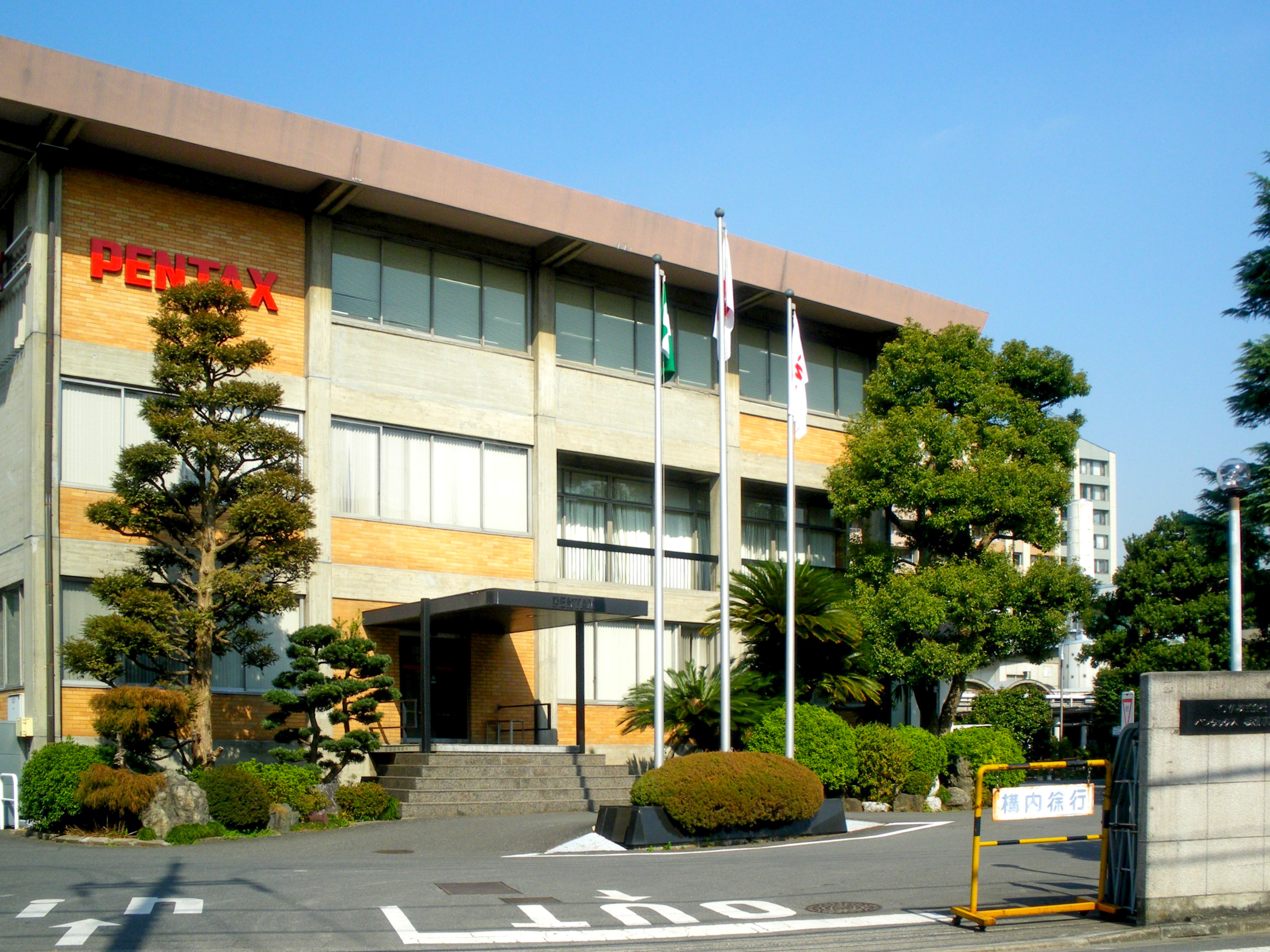
旧本社（現存せず）

  - 7月1日 - HOYAが、ペンタックスの光機部門を分離。株式会社リコーと譲渡する契約を行う。
  - 7月29日 - HOYAが「ペンタックスイメージング株式会社」を設立。
  - 10月1日 - リコーが、上記会社を買収し「ペンタックスリコーイメージング株式会社」に車名変更。
- 2012年4月1日 - RICOHおよびPENTAXの双方のブランドのカメラ事業を集約。
- 2013年8月1日 - 社名を「リコーイメージング株式会社」に変更
- 2015年11月26日 - 本社の移転を発表[2]。
- 2016年1月25日 - 本社を東京都大田区のリコー大森事業所内に移転[3]。

## 製品

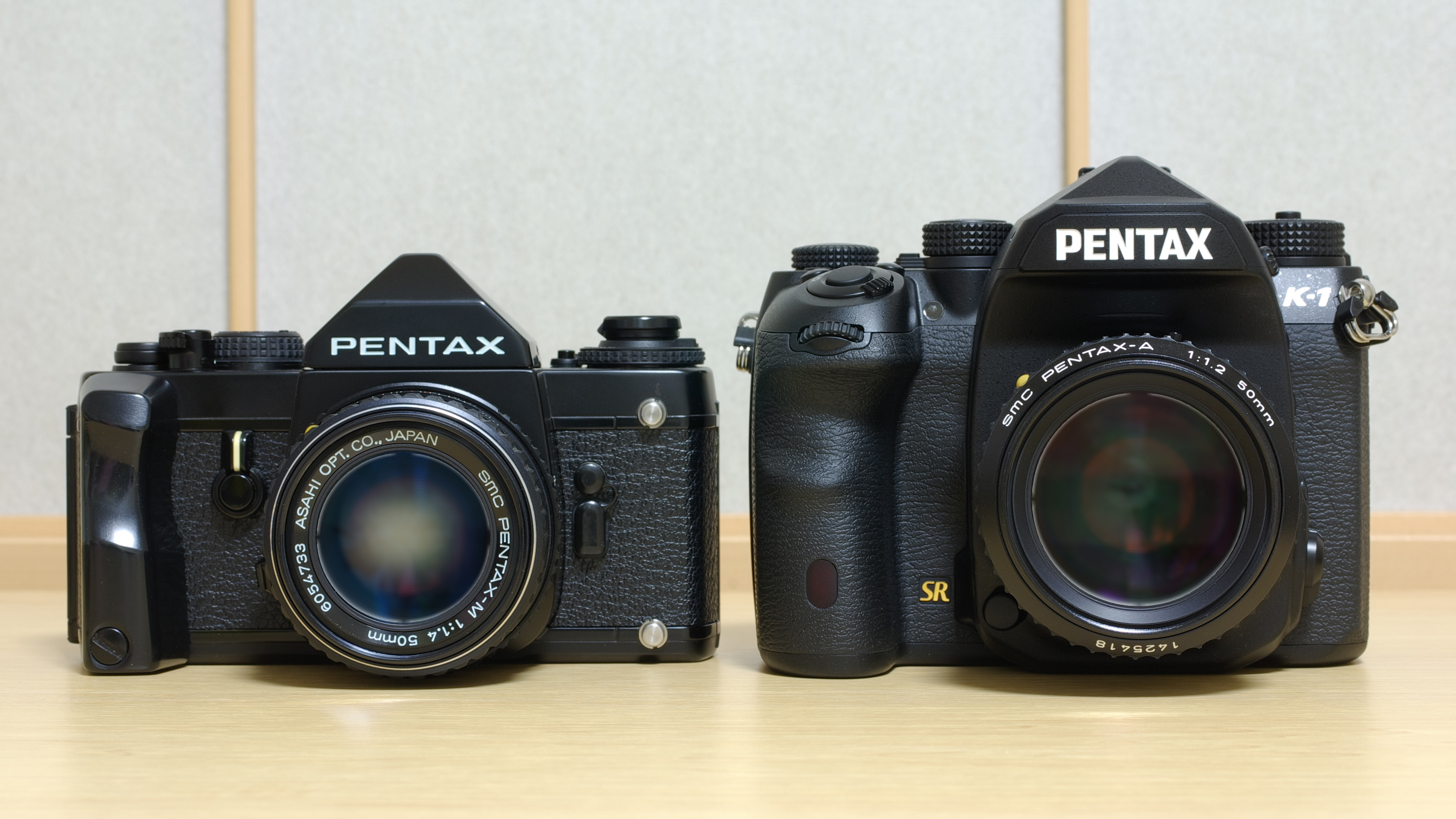
銀塩一眼レフのLXとデジタル一眼レフのK-1

主にカメラと双眼鏡、天体望遠鏡用アイピースを製造・販売している。

### PENTAX
- PENTAXのカメラ製品一覧
  - PENTAXのフィルム一眼レフカメラ製品一覧:35mm判 (ねじ込み式マウント)
  - PENTAXのフィルム一眼レフカメラ製品一覧:35mm判 (KマウントMF機種)
  - PENTAXのフィルム一眼レフカメラ製品一覧:35mm判 (KマウントAF機種)
  - PENTAXのフィルム一眼レフカメラ製品一覧:中判・110フィルム用
  - PENTAXのフィルムコンパクト・APSカメラ製品一覧
  - PENTAXのデジタルカメラ製品一覧
- PENTAXの写真レンズ製品一覧
- PENTAXのカメラ機能一覧

### RICOH
- RICOHのカメラ製品一覧
  - RICOHのデジタルカメラ製品一覧
- RICOHの写真レンズ製品一覧